# Togoperla condyla
Togoperla condyla is een steenvlieg uit de familie borstelsteenvliegen (Perlidae). De wetenschappelijke naam van de soort is voor het eerst geldig gepubliceerd in 2012 door Li & DeWalt.